# Deng Zihui
Deng Zihui, (chinois : 邓子恢 ; chinois traditionnel : 鄧子恢 ; pinyin : dèng zǐhuī, né Deng Shaoji (邓绍箕, 鄧紹箕, dèng shàojī) à Longyan 17 août 1896 en Chine impériale de la Dynastie Qing et décédé à Pékin le 10 décembre 1972, est l'un des dirigeants les plus influents de la république populaire de Chine durant les années 1940 et 1950. Il était l'un des principaux chefs militaires de la Chine pendant la guerre civile chinoise avec Mao Zedong, Zhou Enlai, Peng Dehuai et Lin Biao. Après la proclamation de la république populaire de Chine, le 1er octobre 1949, il devient un des principaux responsables de la politique rurale chinoise et s'oppose aux vues de Mao Zedong dans ce domaine.

## Biographie
Deng Zihui est né à Longyan, dans la province du Fujian au sein d'une famille de petits commerçants. En 1916, il quitte la Chine pour aller étudier au Japon.
De retour il milite au sein du Kuomintang en 1925 puis adhère au Parti communiste chinois en 1926. Il organise alors les paysans de sa province natale du Fujian.
En 1931, il accède au poste de ministre des finances de la République soviétique chinoise dirigée par Mao Zedong. Compromis dans l'affaire Luo Ming, il est démissionné de ce ministère.
En 1934, Deng Zihui organise des guérillas dans les régions abandonnées par les armées communistes. En 1938, il rejoint avec ses soldats la Nouvelle Quatrième armée de Ye Ting et Xiang Ying, l'une des deux unités commandées par le Parti communiste chinois au sein de l'Armée nationale révolutionnaire de la république de Chine (1912-1949).
Après la prise du pouvoir en 1949, des responsables régionaux dont Deng Zihui sont mutés à Pékin pour assurer des responsabilités au sein de la classe dirigeante chinoise. En 1952, il est nommé vice-président de la commission du Plan puis en 1953 il rejoint la direction du Département du travail rural du Comité central. Il devient le principal dirigeant du régime en matière rurale. Bien qu'opposé à la collectivisation des terres, c'est lui qui conduit cette réforme mais avec prudence. Mao Zedong le critique en 1955.
Deng Zihui s'oppose à plusieurs reprises à la politique agricole préconisée par Mao Zedong. 
Il est l'initiateur des contrats familiaux qui permettent l‘abandon des Communes populaires au début des années 1980.